# Through the Wormhole
Through the Wormhole (ou também Through the Wormhole with Morgan Freeman), é uma série televisiva de documentário científico norte-americano narrada pelo ator Morgan Freeman. Teve sua exibição iniciada nos Estados Unidos a 9 de junho de 2010, no Science Channel.

## Episódios
1ª Temporada
- 1: Existe um criador?
- 2: O enigma dos buracos negros
- 3: É possível viajar no tempo?
- 4: O que houve antes do "começo"?
- 5: Como nós chegamos aqui?
- 6: Estaremos sozinhos?
- 7: Do que realmente somos feitos?
- 8: Matéria negra: Além da escuridão

2ª Temporada
- 1: Existe vida após a morte?
- 2: Existe uma borda no universo?
- 3: O Tempo Realmente Existe?
- 4: Existem Mais Que Três Dimensões?
- 5: O Sexto Sentido Existe?
- 6: Como O Universo Funciona?
- 7: Podemos Viajar Mais Rápido Que a Luz?
- 8: Podemos Viver Para Sempre?
- 9: Qual é a Aparência dos Alienígenas?
- 10: Existe Um Universo Paralelo?

3ª Temporada
- 1: Nós Sobriveremos a Um Primeiro Contato?
- 2: Existe Uma Espécie Superior?
- 3: O Universo Está Vivo?
- 4: O Que Nos Faz Ser Quem Nós Somos?
- 5: O Que é o Nada?
- 6: Podemos ressuscitar Os Mortos?
- 7: Podemos Eliminar o Mal?
- 8: Os Mistérios Do Subconsciente
- 9: A Eternidade Vai Acabar?
- 10: Nós Inventamos Deus?

4ª Temporada
- 1: Existe Uma Partícula de Deus?
- 2: Quando a Vida Começa?
- 3: Podemos Sobreviver à morte do sol?
- 4: Como os Aliens Pensam?
- 5: O Sexo Será Extinto?
- 6: Nossas Mentes Podem Ser Hackeadas?
- 7: Os Robôs São o Futuro da Humanidade?
- 8: A Realidade é Real?
- 9: Temos Livre-Arbítrio?
- 10: Deus Criou a Evolução?

5ª Temporada
- 1: Deus é um conceito alienígena?
- 2: A Sorte é real?
- 3: A pobreza é genética?
- 4: Como colapsar superpotências?
- 5: O Oceano pensa?
- 6: Um apocalipse zumbi é possível?
- 7: A gravidade é uma ilusão?
- 8: Iremos nos transformar em Deus?
- 9: Existe um universo sombra?
- 10: Quando o tempo começou?

6ª Temporada
- 1: Somos todos irracionais?
- 2: O tempo pode ir para trás?
- 3: Estamos aqui por uma razão?
- 4: Vivemos na Matrix?
- 5: Alienígenas estão dentro de nós?
- 6: Por que mentimos?

7ª Temporada
- 1: O que torna um homem num terrorista?
- 2: A privacidade acabou?
- 3: Existem mais do que dois sexos?
- 4: Podemos todos nos tornar gênios?

8ª - Temporada
- 1: A "força" está conosco?
- 2: Podemos enganar a morte?
- 3: Podemos hackear o planeta?
- 4: O crime com armas de fogo é viral?